# Turowiec (województwo pomorskie)
Turowiec (dodatkowa nazwa w j. kaszub. Turówc, niem. Turowitz) – kolonia kaszubska w Polsce położona w województwie pomorskim, w powiecie chojnickim, w gminie Brusy na wschodnim krańcu Zaborskiego Parku Krajobrazowego. Osada wchodzi w skład sołectwa Męcikał.
W latach 1975–1998 miejscowość administracyjnie należała do województwa bydgoskiego.